# Patrick Bialdyga
Patrick Bialdyga (* 1971 in Krefeld) ist ein deutscher Opernregisseur.

## Leben
Bialdyga studierte Germanistik, Kunstgeschichte und Pädagogik an der Rheinischen Friedrich-Wilhelms-Universität Bonn. Zwischen 1996 und 2004 war er Regieassistent und Abendspielleiter an der Oper in Dortmund. 
Seit 2004 arbeitet er als freischaffender Regisseur unter anderem am Theater Dortmund, an der Neuköllner Oper in Berlin, am Theater Erfurt, bei den Opernfestspielen Heidenheim, am Landestheater Neustrelitz und in Seoul und Kwangju in Südkorea (unter anderem La Bohème,  Die Zauberflöte und Don Giovanni). 
Von 2007 bis 2012 war er Kurs- und Produktionsleiter des Internationalen Opernkurses der Jeunesses Musicales/Junge Oper Schloss Weikersheim. 2010 übernahm er die künstlerische Leitung des Europäischen Gesangswettbewerb DEBUT. 
Vor der Spielzeit 2012/13 bis zum Ende der Spielzeit 2021/2022 war er künstlerischer Produktionsleiter an der Oper Leipzig. Seit 2024 ist er künstlerischer Betriebsdirektor am Theater Erfurt. 